# Пам'ятки Баштанського району
У Баштанському районі Миколаївської області на обліку перебуває 4 пам'ятки архітектури, 43 — історії та 3 — монументального мистецтва (усі — пам'ятники В. І. Леніну).

## Пам'ятки архітектури
| №п/п | Охоронний номер | Найменування пам'ятки                      | Адреса | Рік                                            | Автор                               | Фото                         |
| ---- | --------------- | ------------------------------------------ | ------ | ---------------------------------------------- | ----------------------------------- | ---------------------------- |
| 1.   |                 | Новополтавська єврейська агросільгоспшкола | 4      | Селище Андріївка, територія СПТУ № 42          | 1902, 1927—1928                     | Шайкін Й. М., Гутденко З. С. |
| 2.   |                 | Школа єврейського поселення                |        | Село Плющівка, вул. Садова, нині дитячий садок | Кінець XIX ст.                      | Шайкін Й. М.                 |
| 3.   |                 | Садиба Аркаса                              | 2      | Село Христофорівка, вул. Леніна                | II половина XIX ст., початок ХХ ст. | О. І. Тищенко                |
| 4.   |                 | Кірха                                      |        | Село Шляхове, центр                            | 1880—1890 рр.                       | О. І. Тищенко                |
|      |                 |                                            |        |                                                |                                     |                              |

## Пам'ятки історії
| 1.  | 90   | Меморіальний комплекс:братська могила учасників Баштанського повстання (8 чоловік);братська могила радянських воїнів, які визволяли Баштанку від у 1944 році.;пам'ятний знак на честь Невідомого солдата;пам'ятний знак жертвам нацизму;пам'ятний знак на честь воїнів-земляків, загиблих в роки ВВВ. | місто Баштанка (центр)                       | 1969          |
| 2.  | 23   | * Монумент на честь утворення Баштанської республіки у 1919 році. | місто Баштанка (центр)                       | 1971          |
| 3.  | 722  | Пам'ятник Герою Радянського Союзу генералу Пушкіну Ю. Г.; | місто Баштанка                               | 1974          |
| 4.  | 708  | Пам'ятний знак на честь кавалеристів, які визволяли територію Баштанського району у 1944 році. | місто Баштанка вул. Ворошилова               | 1976          |
| 5.  | 87   | Братська могила радянських воїнів (46 чоловік). | селище Андріївка СПТУ № 42                   |               |
| 6.  | 95   | Братська могила радянських воїнів (2 чоловіки). | Перенесено із с. Братське до с. Новоукраїнка | 1980, 2010    |
| 7.  | 96   | Братська могила радянських воїнів (20 чоловік) | с. Добра Криниця                             | 1967          |
| 8.  | 97   | Братська могила радянських воїнів (37 чоловік). | с. Добре                                     | 1955          |
| 9.  | 98   | Братська могила радянських воїнів (13 чоловік). | с. Єрмолівка                                 | 1956          |
| 10. | 99   | Братська могила радянських воїнів (10 чоловік). | с. Зелений Гай                               | 1950          |
| 11. | 100  | Могила партизана Чигирина А. П., який загинув у 1943 році. | с. Зелений Клин                              | 1954          |
| 12. | 1447 | Пам'ятний знак на честь танкістів, які визволяли с. Зелений Яр від німецько-фашистських загарбників. | с. Зелений Яр                                | 1974          |
| 13. | 709  | Братська могила героїв громадянської війни (11 чоловік). | с. Інгулка кладовище                         | 1968          |
| 14. | 102  | Братська могила радянських воїнів (10 чоловік). | с. Інгулка (парк)                            | 1966          |
| 15. | 1396 | Братська могила радянських воїнів (4 чоловіки) та пам'ятний знак на честь воїнів-земляків, загиблих в роки ВВВ (пам'ятник комплексний). | с. Інгулка, центр                            | 1976          |
| 16. | 710  | Пам'ятне місце, де знаходився будинок, в якому розташовувався штаб М. І. Кутузова. | с. Кашперо-Миколаївка                        | 1967          |
| 17. | 109  | Братська могила радянських воїнів (38 чоловік) та пам'ятний знак на честь воїнів-земляків, загиблих в роки ВВВ (пам'ятник комплексний). | с. Кашперо-Миколаївка                        | 1972          |
| 18. | 711  | Пам'ятний знак на честь воїнів-земляків, загиблих в роки ВВВ. | с. Костичі                                   | 1963          |
| 19. | 712  | Братська могила радянських воїнів, які загинули при визволенні сіл Леніне, Архангельськ та Михайлівка (24 чоловіки);братська могила мирних жителів (11 чоловік);пам'ятний знак на честь воїнів-земляків, загиблих в роки ВВВ (пам'ятник комплексний).                                                 | с. Ленине, центр                             | 1971          |
| 20. | 1448 | Могила молодшого лейтенанта Драгунова П. В., який загинув при визволенні села Лобріївка у 1944 році. | с. Лобріївка                                 | 1963          |
| 21. | 104  | Братська могила радянських воїнів (5 чоловік). | с. Лобріївка                                 | 1963          |
| 22. | 105  | Братська могила радянських воїнів (18 чоловік). | станція Лоцкине, парк                        | 1963          |
| 23. | 106  | Братська могила радянських воїнів (20 чоловік). | с. Лоцкине, біля вокзалу                     | 1958          |
| 24. | 108  | Братська могила радянських воїнів (28 чоловік) та пам'ятний знак на честь воїнів-земляків, загиблих в роки ВВВ (пам'ятник комплексний). | с. Мар'ївка, біля клубу                      | 1955          |
| 25. | 110  | Меморіальний комплекс:братська могила учасників громадянської війни (5 чоловік);братська могила радянських воїнів (14 чоловік);Пам'ятний знак на честь воїнів-земляків, загиблих в роки ВВВ. | с. Мар'янівка                                | 1968          |
| 26. | 122  | Братська могила радянських воїнів (3 чоловіки) та пам'ятний знак на честь воїнів-земляків, загиблих в роки ВВВ (пам'ятник комплексний). | с. Нове Життя                                | 1970          |
| 27. | 713  | Братська могила радянських воїнів (21 чоловік). | с. Новоолександрівка                         | 1958          |
| 28. | 714  | Братська могила радянських воїнів (3 чоловіки);могила лейтенанта Трихліба І. І., який загинув при визволенні с. Новогеоргіївка від німецько-фашистських загарбників у 1944 році;пам'ятний знак на честь воїнів-земляків, загиблих в роки ВВВ (пам'ятник комплексний).                                 | с. Новогеоргіївка                            | 1964          |
| 29. | 715  | Пам'ятний знак на честь воїнів-земляків, загиблих в роки ВВВ. | с. Новогорожене                              | 1960          |
| 30. | 116  | Братська могила радянських воїнів (32 чоловіки) та пам'ятний знак на честь воїнів-земляків, загиблих в роки ВВВ (пам'ятник комплексний). | с. Новоіванівка                              | 1957          |
| 31. | 716  | Братська могила воїнів-земляків, які загинули в різні роки за встановлення Радянської влади. | с. Новоіванівка, кладовище                   | 1960          |
| 32. | 119  | Братська могила радянських воїнів (19 чоловік). | с. Новопавлівка (біля школи)                 | 1960          |
| 33. | 717  | Пам'ятний знак на честь воїнів-земляків, загиблих в роки ВВВ. | с. Новопавлівка                              | 1960          |
| 34. | 121  | Братська могила радянських воїнів (47 чоловік) | с. Новосергіївка                             | 1960          |
| 35. | 718  | Пам'ятний знак на честь воїнів-земляків, загиблих в роки ВВВ. | с. Новосергіївка                             | 1950          |
| 36. | 124  | Братська могила радянських воїнів (18 чоловік) та пам'ятний знак на честь воїнів-земляків, загиблих в роки ВВВ (пам'ятник комплексний). | с. Піски, біля дитячого садку                | 1956          |
| 37. | _    | Братська могила жертв фашизму (521 чоловік). | с. Плющівка                                  | 1971          |
| 38. | 719  | Братська могила радянських воїнів (65 чоловік) та пам'ятний знак на честь воїнів-земляків, загиблих в роки ВВВ (пам'ятник комплексний). | с. Плющівка                                  | 1974          |
| 39. | 126  | Меморіальний комплекс:братська могила радянських воїнів (95 чоловік);пам'ятний знак на честь воїнів-земляків, загиблих в роки ВВВ. | с. Привільне                                 | 1957 рек.1975 |
| 40. | 129  | Братська могила радянських воїнів (18 чоловік). | с. Тарасівка                                 | 1959          |
| 41. | 720  | Пам'ятний знак на честь воїнів-земляків, загиблих в роки ВВВ. | с. Тарасівка                                 | 1960          |
| 42. | 130  | Меморіальний комплекс:братська могила учасників громадянської війни (14 чоловік);братська могила радянських воїнів (8 чоловік);пам'ятний знак на честь воїнів-земляків, загиблих в роки ВВВ. | с. Христофорівка                             | 1956          |
| 43. | 135  | * Меморіальний комплекс:братська могила радянських воїнів;братська могила Героїв Радянського Союзу Крестьянінова П. К. та Сивкова В. О.;пам'ятний знак на честь воїнів-земляків, загиблих в роки ВВВ;пам'ятник Героям Радянського Союзу Сівкову В. О. та Крестьянінову П. К.                          | с. Явкіне                                    | 1970          |
|     |      | |                                              |               |

«*» — також монументального мистецтва.

## Пам'ятки монументального мистецтва
| №п/п | Охоронний номер | Найменування пам'ятки  | Адреса         | Рік  | Автор                      | Фото |
| ---- | --------------- | ---------------------- | -------------- | ---- | -------------------------- | ---- |
| 44.  | 724             | Пам'ятник В. І. Леніну | с. Єрмолівка   | 1967 | ск. А. Є. Білостоцький     |      |
| 45.  | 726             | Пам'ятник В. І. Леніну | с. Лук'янівка  | 1962 | ск. Кальницький, Остапенко |      |
| 46.  | 721             | Пам'ятник Леніну В. І. | місто Баштанка | 1955 |                            |      |
|      |                 |                        |                |      |                            |      |